# C. J. Sansom
C. J. Sansom (Edinburgh, 9. prosinca 1952. – kraj Brightona, 27. travnja 2024.) bio je britanski autor kriminalističkih romana. Većina njegovih romana događa se u XVI. stoljeću, a glavni lik je grbavi odvjetnik Matthew Shardlake koji radi kod Thomasa Cromwella. 

## Djela
Serija o Matthew Shardlakeu
- Raskol – Dissolution (2003.)
- Crna vatra – Dark Fire (2004.)
- Kraljevska krv – Sovereign (2006.)
- Otkrivenje – Revelation (2008.)
- Čarobna kost – Heartstone (2010.)
- Tužaljka grešnika – Lamentation (2014.)
- Pobuna – Tombland (2018.)

Ostala djela
- Zima u Madridu – Winter in Madrid (2006.)
- Dominion (2012.)